# 교대

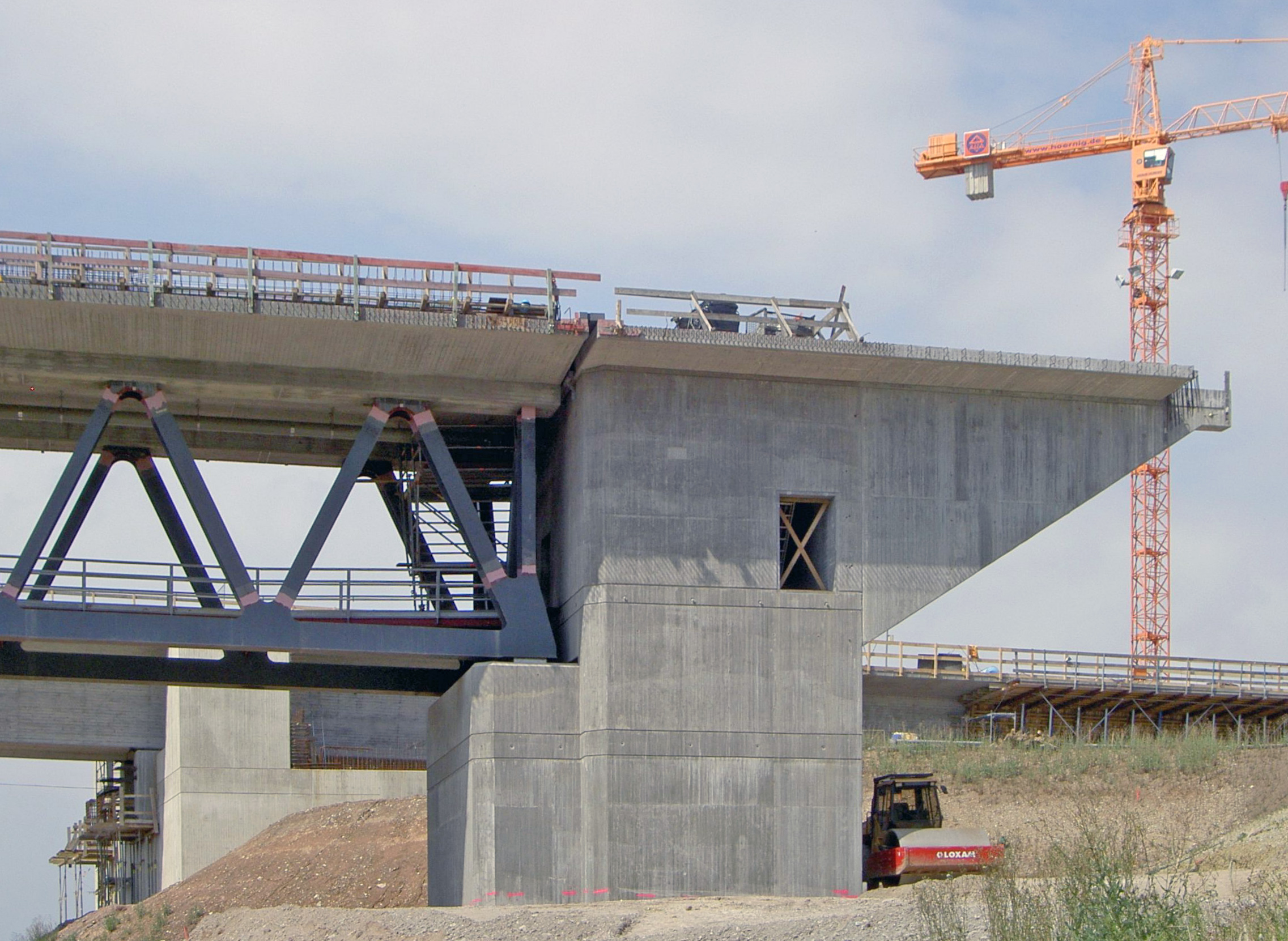

교대(橋臺)는 다리의 양 끝에 설치되어 다리의 상부구조를 떠받치는 구조물을 말한다.
교각과 함께 다리의 하부구조를 구성하며, 아치교나 짧은 지간에서는 교각없이 교대만으로 이루어진 다리도 많다.

## 같이 보기
- 교각
- 교량의 구조와 명칭